# Bogdocosa baskuntchakensis
Bogdocosa baskuntchakensis is een spinnensoort in de taxonomische indeling van de wolfspinnen (Lycosidae).
Het dier behoort tot het geslacht Bogdocosa. De wetenschappelijke naam van de soort werd voor het eerst geldig gepubliceerd in 2008 door A. V. Ponomarev & Belosludtsev.